# Wapen van De Werken en Sleeuwijk

Wapen van De Werken en Sleeuwijk

Het wapen van De Werken en Sleeuwijk werd op 7 april 1819 bij besluit van de Hoge Raad van Adel aan de toenmalige Noord-Brabantse gemeente De Werken en Sleeuwijk verleend. Op 1 oktober 1950 ging de gemeente op op in Werkendam. In 1958 werd een nieuw wapen aan de gemeente Werkendam verleend waarin het wapen van De Werken en Sleeuwijk in de onderste helft van het schild was opgenomen. Nadat in 1973 ook Almkerk aan de gemeente Werkendam werd toegevoegd, werd een nieuw wapen verleend met daarin in de onderste helft de keper en een van de drie korenschoven uit het wapen van De Werken en Sleeuwijk. De andere twee korenschoven werden vervangen door de vissen uit het wapen van Almkerk.

## Blazoenering
De blazoenering bij het wapen luidt als volgt:
Van groen met een goude chevron en 3 goude tarweschoven.

## Geschiedenis
Het wapen is verleend en niet bevestigd, omdat er geen eerder wapen of zegel bestond. De gemeente wilde in 1815 het wapen van de laatste heer van Werkendam en De Werken, Theodoor Jan baron Roest van Alkemade als wapen hebben, maar omdat hij nog in leven was werd dit door de Hoge Raad van Adel geweigerd. De herkomst van het verleende wapen is onduidelijk. De korenschoven slaan op de landbouw in de gemeente, maar de herkomst van de keper is onbekend.

## Verwante wapens

Het tweede wapen van Werkendam uit 1958
Het derde wapen van Werkendam uit 1978

Aalburg
· Aalst
· Aarle-Rixtel
· Alem 
· Alem, Maren en Kessel
· Almkerk
· Alphen en Riel
· Andel
· Baardwijk
· Bakel en Milheeze
· Beek en Donk
· Beers
· Berghem
· Berkel-Enschot
· Berlicum
· Besoyen
· Beugen en Rijkevoort
· Bladel en Netersel
· Bokhoven
· Borkel en Schaft
· Boxmeer
· Budel
· Capelle
· Chaam
· Cromvoirt
· Cuijk
· Cuijk en Sint Agatha
· De Werken en Sleeuwijk
· Den Dungen
· Deurne en Liessel
· Dieden, Demen en Langel
· Diessen
· Dinteloord (en Prinsenland)
· Dinther
· Dommelen
· Drongelen, Haagoort, Gansoijen en Doeveren
· Drunen
· Duizel en Steensel
· Dussen
· Eersel
· Eethen
· Emmikhoven en Waardhuizen
· Empel en Meerwijk
· Engelen
· Erp
· Esch
· Escharen
· Fijnaart en Heijningen
· Gassel
· Geffen
· Geldrop
· Gemert
· Genderen
· Gestel en Blaarthem
· Giessen
· Ginneken en Bavel
· Grave
· 's Gravenmoer
· Haaren 
· Halsteren
· Haps
· Haren en Macharen
· Hedikhuizen
· Heesch
· Heeswijk
· Heeswijk-Dinther
· Heeze
· Helvoirt
· Herpt
· Hoeven
· Hooge en Lage Mierde
· Hooge en Lage Zwaluwe
· Hoogeloon, Hapert en Casteren
· Huijbergen
· Kessel
· Klundert
· Landerd
· Leende
· Liempde
· Lierop
· Lieshout
· Linden
· Lith
· Luyksgestel
· Maarheeze
· Maasdonk
· Maashees en Overloon
· Made en Drimmelen
· Maren
· Meeuwen
· Megen, Haren en Macharen
· Mierlo
· Mill en Sint Hubert
· Moergestel
· Nederwetten en Eckart
· Nieuw-Ginneken
· Nieuw-Vossemeer
· Nieuwkuijk
· Nistelrode
· Nuenen en Gerwen
· Nuland
· Oeffelt
· Oerle
· Oijen en Teeffelen
· Oost-, West- en Middelbeers
· Oploo, Sint Anthonis en Ledeacker
· Ossendrecht
· Oud en Nieuw Gastel
· Oudenbosch
· Oudheusden
· Princenhage
· Prinsenbeek
· Putte
· Raamsdonk
· Ravenstein
· Reek
· Reusel
· Riethoven
· Rijsbergen
· Rijswijk
· Roosendaal en Nispen
· Rosmalen
· Sambeek
· Schaijk
· Schijndel
· Sint Anthonis
· Sint-Michielsgestel
· Sint-Oedenrode
· Soerendonk, Sterksel en Gastel
· Sprang
· Sprang-Capelle
· Standdaarbuiten
· Stiphout
· Stratum
· Strijp
· Terheijden
· Teteringen
· Tongelre
· Uden
· Udenhout
· Veen
· Veghel
· Veldhoven en Meerveldhoven
· Velp
· Vessem, Wintelre en Knegsel
· Vierlingsbeek
· Vlierden
· Vlijmen
· Vrijhoeve-Capelle
· Wanroij
· Waspik
· Werkendam
· Westerhoven
· Wijk en Aalburg
· Willemstad
· Woensel (en Eckart)
· Woudrichem
· Wouw
· Zeeland
· Zesgehuchten
· Zevenbergen